# 斛律孝卿
斛律孝卿（？—？），太安郡（今山西省晋中市）人，大将斛律羌举之子，北齐、北周、隋朝官员。
斛律孝卿自幼聪敏，北齐武平末年（576年），官至侍中、开府仪同三司，封义宁王，知内省事，掌管外兵、骑兵机密。当时北齐朝堂由一群奸臣掌权，自赵彦渊（唐朝时避李渊讳改为赵彦深）死后，朝廷权贵主持机密的，只有斛律孝卿一人独守清白，没有贪秽。北周攻齐，后主高纬逃至齐州，以孝卿为尚书令，又以中书侍郎薛道衡为侍中，封北海王。二人劝后主作承光诏，禅位给任城王高湝。后主于是令孝卿带着诏策及传国玺前往瀛州，孝卿见北齐亡国，便回到鄴城投向北周，随北周武帝回长安，授仪同大将军、宣纳上士。隋文帝开皇中，官至太府卿、户部尚书。

## 家庭

### 子孙
- 子：斛律礼文，唐豫州别驾
  - 孙：斛律贻泰，武周上柱国，赠舒州刺史。长女河南斛律氏，适赤水军大使兼知河已西营田兵马事左玉钤卫将军上柱国固安县开国男孙仁贵。
  - 孙：斛律贻庆，唐少府少监。女寿光郡君，适同州刺史阎叔子。